# Joey Mason
Joseph "Joey" Mason es un personaje ficticio del universo de DC Comics. Es el hijo del superhéroe Metamorfo (Rex Mason) y de Sapphire Stagg, hija del empresario y científico Simon Stagg. Aunque su presencia en los cómics ha sido limitada, representa la unión entre un ser humano con habilidades elementales únicas y una familia con profundas conexiones en el ámbito científico y corporativo del universo DC.

## Historia editorial
Joey Mason fue introducido en los cómics como parte del desarrollo del personaje de Metamorfo y su relación con Sapphire Stagg. Apareció por primera vez en los años 2000 en publicaciones relacionadas con los Outsiders o en historias vinculadas a la familia Stagg, aunque las versiones pueden variar entre continuidades.

## Biografía ficticia
Joey Mason es el hijo biológico de Rex Mason (Metamorfo), un antiguo aventurero convertido en superhéroe después de ser expuesto a un raro meteorito egipcio, y de Sapphire Stagg, heredera del imperio Stagg Industries. Joey nace con una genética poco común debido a la exposición prolongada de su padre a elementos mutagénicos. En algunas versiones, presenta signos de habilidades meta-humanas latentes, aunque no siempre manifiestas en su niñez.
Debido a la relación conflictiva entre Rex y Simon Stagg, su abuelo materno, Joey crece en un entorno de tensiones familiares y decisiones difíciles sobre su crianza y protección. En algunas líneas argumentales, se explora la posibilidad de que Joey sea un objetivo de villanos que buscan explotar sus habilidades o manipular a su familia.

## Poderes y habilidades
Dependiendo de la continuidad, Joey Mason ha mostrado:
- Potencial para manipular materia elemental, similar a su padre.
- Resistencia anormal a enfermedades o ambientes extremos.
- Adaptaciones físicas menores relacionadas con la genética alterada de Metamorfo.
- En la mayoría de sus apariciones, sus poderes permanecen inactivos o en desarrollo durante su infancia.

## Apariciones en otros medios
- Joey aparece en la película Superman (2025).

## En otros universos
En universos alternativos o en historias de realidades paralelas, Joey Mason ha sido presentado como un adolescente con habilidades completas, adoptando incluso una identidad heroica propia en versiones futuras.